# Proud Woman
Proud Woman ist ein Lied der schwedischen Bluesrock-Band Blues Pills. Es erschien am 6. März 2020 als erste Single ihres dritten Albums Holy Moly!

## Entstehung
Das Lied wurde von der Sängerin Elin Larsson, dem Gitarristen Zack Anderson und dem Schlagzeuger André Kvarnström innerhalb von einer Stunde geschrieben. Laut Zack Anderson war die Band gerade am jammen, als Elin Larsson spontan die Worte „I’m a Proud Woman“ (engl.: Ich bin eine stolze Frau) auf einem Gitarrenriff sang. Proud Woman wurde von der Band produziert und von Andrew Scheps gemischt. Das Intro des Liedes stammt aus einem Dokumentarfilm über einen Frauenaufstand aus dem späten 1960er Jahren. Unter der Regie von Patric Ullaeus wurde ein Musikvideo gedreht. Veröffentlicht wurden Single und Video am 6. März 2020, zwei Tage vor dem Weltfrauentag.

## Inhalt
Proud Woman sei eine Power-Hymne für alle starken Frauen und Mädchen, die sie hören können, wenn sie Kraft brauchen oder einfach nur Spaß haben wollen. Laut der Sängerin Elin Larsson wäre es Zeit gewesen, dass ein solcher Text geschrieben werden musste.

„Wenn man im Musikgeschäft eine Frau oder nichtbinär ist, scheint es manchmal eher um das Geschlecht zu gehen, als um die Musik. Als Frau wird man herabgesetzt, bedroht, angestarrt, verspottet und schikaniert, wie es Männern in der Musikindustrie nur selten passiert. Und trotzdem gibt es Frauen, die in diesem Geschäft ebenso starke Zeichen hinterlassen haben wie Männer und dies auch immer noch tun und das trotz all der Hindernisse, die ihnen, nur weil sie Frauen sind in den Weg geworfen werden, was ihre Errungenschaften noch bedeutender macht.“

Laut Elin Larsson hatte niemand in der Band damit gerechnet, mit dem Lied ein so kontroverses Thema anzuschneiden. Ihre Plattenfirma Nuclear Blast musste die Kommentarspalte unter dem YouTube-Video des Liedes deaktivieren, nachdem die Kommentare der Nutzer irgendwann sich nicht mehr auf das Lied bezogen, sondern vielmehr frauenverachtende Ansichten ging.

## Rezeption
Jan Schwarzkamp vom deutschen Magazin Visions beschrieb Proud Woman als einen Song, der „all die Stärken der Band enthält“. Laut Björn Springorum vom Onlinemagazin uDiscover ist das Lied „fiebrig und ekstatisch“, die Botschaft „ebenso wichtig wie universell“. Ben Foitzik von Eventim bezeichnete Proud Woman als „grandiose Rockhymne“, die nicht nur ein „sauguter Song“ ist, sondern auch das männerdominierte Musikbusiness an den Pranger stellt.